# II. Rudolf felséglevele

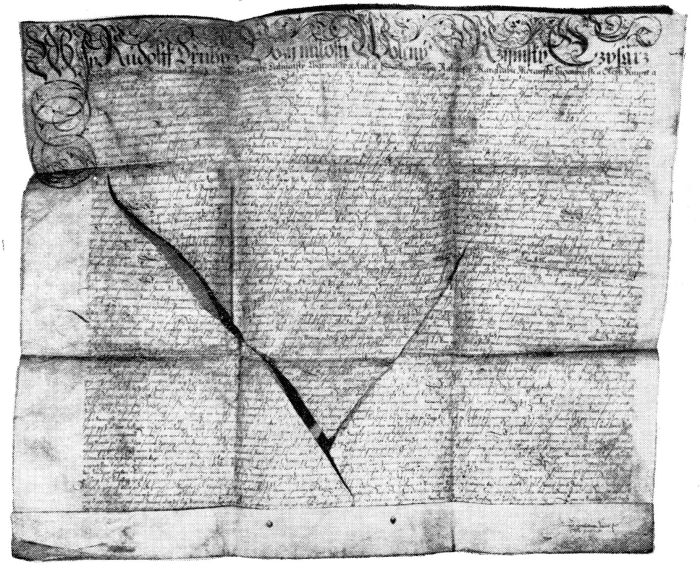
II. Rudolf felséglevele Csehország részére

A vallásszabadságra vonatkozó felséglevelet (csehül: Rudolfův majestát, vagy Majestát na náboženskou svobodu, németül: Majestätsbrief) II. Rudolf cseh király és német-római császár (Rudolf magyar király) bocsátotta ki 1609. július 9-én. Az oklevél biztosította a vallásszabadságot a Cseh Királyság területén, egyúttal jóváhagyta a Cseh Hitvallást, amire Rudolf apja, II. Miksa cseh király és német-római császár (Miksa magyar király) csak szóban tett ígéretet 1575-ben. A felséglevél értelmében senkire nem kényszeríthető a katolikus, vagy bármelyik másik felekezet. Érvénye vonatkozott a királyi városok lakóira, a nemességre és a jobbágyokra is. Az oklevél bekerült a törvénytárba, mint érvényes jogszabály. 1609. augusztus 20-án II. Rudolf hasonló felséglevelet bocsátott ki Szilézia részére, mely engedélyezte az evangélikus egyházat. (Pfalzi Frigyes cseh királyként 1620-ban egy újabb felséglevelet adott ki Szilézia részére, melyben engedélyezte a kálvinista felekezetet is.)
Rudolf a felséglevelet a rendek nyomására bocsátotta ki és írta alá, mert ezzel a feltétellel támogatták fivére, Mátyás ellen a hatalmi harcban. A cseh rendek támogatásának köszönhetően megőrizhette cseh koronáját (Csehországot, Sziléziát, Alsó- és Felső-Luzsicát) és csak Magyarországot, Ausztriát és Morvaországot kényszerült átadni Mátyásnak az 1608. június 25-i libeňi békében. Rudolf később megbánta aláírását és megpróbálta visszavonni döntését. Unokatestvére, Lipót passaui püspök segítségül hívott seregének 1611-es Prága elleni támadása azonban csak felgyorsította bukását. Rudolfot a rendek lemondásra és a cseh trón Mátyás részére történő átadására kényszerítették.
A felséglevelet a cseh rendi felkelés 1620-as fehérhegyi veresége után II. Ferdinánd császár érvénytelenítette, az oklevelet darabokra vágatta és pecsétjét elégettette.  1627-től Csehországban a katolikust tette az egyetlen engedélyezett felekezetté.

## Fordítás
- Ez a szócikk részben vagy egészben  a   Rudolfův majestát című cseh Wikipédia-szócikk ezen változatának fordításán alapul.  Az eredeti cikk szerkesztőit annak laptörténete sorolja fel. Ez a jelzés csupán a megfogalmazás eredetét és a szerzői jogokat jelzi, nem szolgál a cikkben szereplő információk forrásmegjelöléseként.